# HMS Albion (L14)
HMS Albion (L14) — десантный вертолётоносный корабль-док ВМС Великобритании, первый из двух кораблей класса Albion (Albion class).
Построенный британской компанией BAE Systems Marine на верфи в Барроу-ин-Фернесс, Albion был спущен на воду в 9 марта 2001 года при участии Принцессы Анны. Однотипный с ним корабль HMS Bulwark (L15) был спущен на воду в ноябре 2001 года также на судоверфи Барроу-ин-Фернесс. Он является девятым кораблем Королевского флота, носящим имя Albion (в честь Альбиона, древнего названия Великобритании), восходящим к 74-пушечному военному кораблю постройки 1763 года, и в последний раз носившимся на авианосце HMS Albion (R07), списанном в 1973 году после 19 лет службы.
Десантные корабли типа «Альбион», в отличие от предшественника, десантного корабля HMS Ocean (L12) лишены сплошной полетной палубы и вертолетного ангара, но имеют заполняемую водой док-камеру, рассчитанную на 8 самоходных плавсредств (4 танкодесантных баржи и 4 легких десантных катера). Дополнительные десантные средства могут спускаться на воду с помощью шлюпбалок. Десантный корабль может перевезти за один рейс 400 морских пехотинцев (кратковременно – до 700), кормовая вертолетная площадка длиной 64 метра позволяет проводить одновременные взлетно-посадочные операции двух транспортных вертолетов AgustaWestland AW101.
Будущее «Альбиона» рассматривалось в рамках Стратегического обзора обороны и безопасности 2010 года во время правления первого кабинета Дэвида Кэмерона. Он был флагманом британского флота с декабря 2010 года по октябрь 2011 года, а затем снова с марта 2018 года по январь 2021 года. 20 ноября 2024 года министр обороны Великобритании Джон Хили объявил, что и Albion, и его собрат Bulwark будут выведены из эксплуатации к марту 2025 года.

## История службы

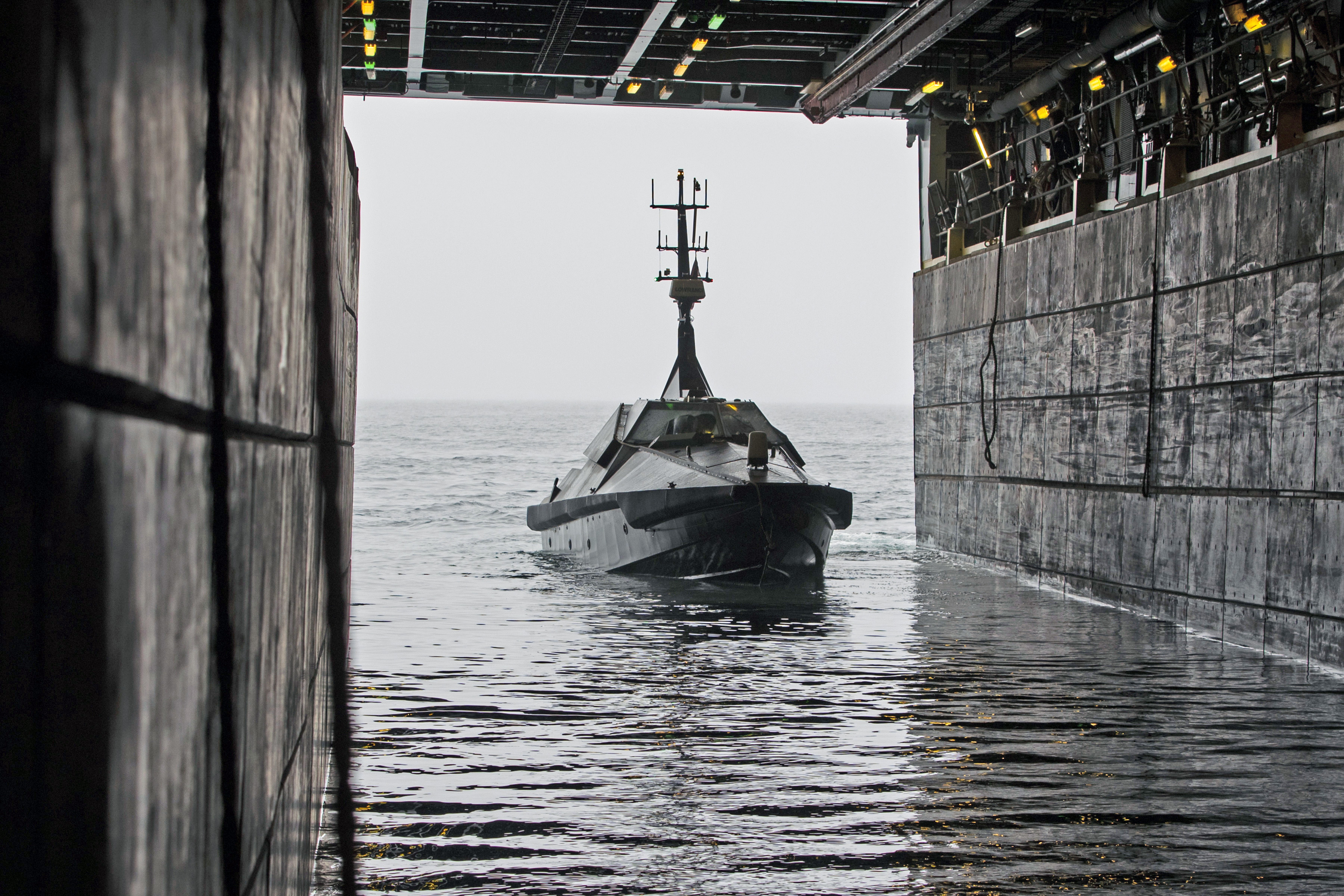
Безэкипажный катер Madfox внутри док-камеры HMS Albion в 2020 году

Заказанный для Королевского флота 18 июля 1996 года, «Альбион» был построен компанией BAE Systems Marine (подразделением оборонной компании BAE Systems)  на ее верфи в Барроу-ин-Фернесс, графство Камбрия. Работы были начаты 17 ноября 1997 года, а киль корабля был заложен 23 мая 1998 года. Судно было спущено на воду 9 марта 2001 года. Оно было введено в строй Королевского флота 19 июня 2003 года в присутствии Принцессы Анны.  На судне также постоянно находится десантное подразделение Королевской морской пехоты, 6-я штурмовой отряд Королевской морской пехоты.
Наряду  кораблем  одного типа HMS Bulwark (L15), «Альбион» является ключевой частью боевых десантных сил Королевского флота. Корабль может перевозить до 400 солдат в обычных условиях, как правило бойцов Королевской морской пехоты. HMS Albion (L14) также может перевозить их различные типы бронемашин, вплоть до основных боевых танков британских вооруженных сил Challenger 2. Транспортные средства могут быть размещены в заполняемой водой док-камере, и перевозится с помощью четырех танкодесантных самоходных барж, четырех лёгких десантных катеров, либо других плавсредств, спускаемых на воду с помощью шлюпбалок. Оснащенный кормовой полетной палубой, корабль может задействовать в боевых операциях три многоцелевых транспортных вертолёта типа AgustaWestland AW101 или два Boeing CH-47 Chinook. CH-47, например, могут перевозить на внешней подвеске легкие гусеничные амфибийные бронемашины BvS 10 Viking и доставлять их на берег, если морское волнение слишком сильно для того, чтобы они могли доплыть до берега самостоятельно.

### 2004-2011 годы
В начале 2004 года корабль впервые принял участие в многонациональных учениях Joint Winter 04 у берегов Норвегии, в ходе которых он завершил свои испытания в  суровых условиях Северного Моря и был объявлен полностью боеспособным. Его следующим развертыванием стали учения Aurora вблизи восточного побережья Соединенных Штатов. 11 ноября 2004 года корабль был отправлен к берегам  Кот-д'Ивуара для участия в операции Phillis (Operation Phillis), проводившейся в целях эвакуации британских граждан после начала гражданской войны в этой стране. «Альбион» прошел переоборудование в начале 2006 года, которое заключалось в модернизации главного командного поста, систем управления и связи.

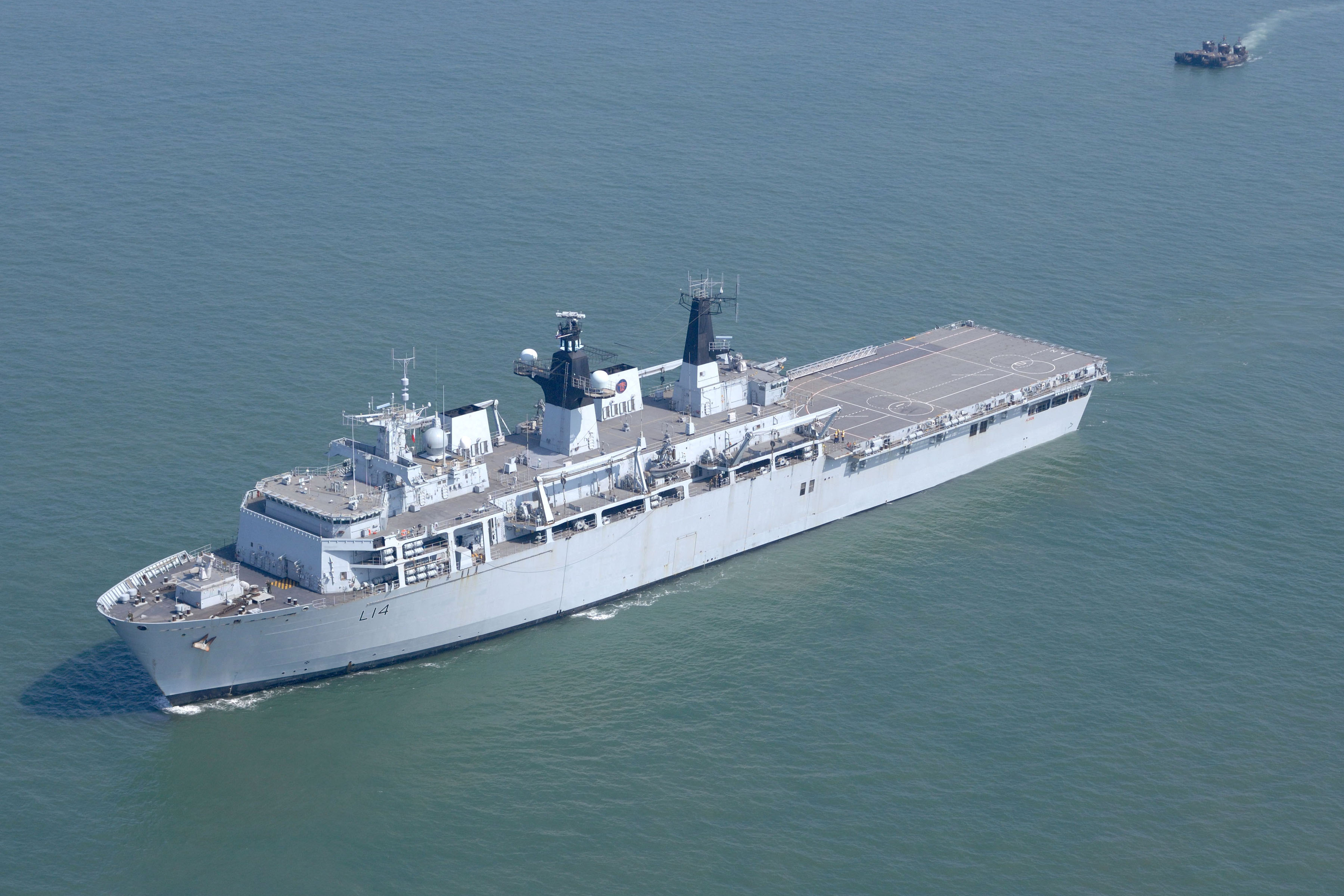
HMS Albion в мае 2008 года

Во время развертывания у побережья Западной Африки «Альбион» действовал как флагман оперативной  десантной группы. Развертывание длилось с 11 сентября по 22 ноября 2006 года. Было задействовано около 3000 британских военнослужащих и 11 кораблей Королевского флота и Королевского вспомогательного  флота. В этом развертывании впервые корабль класса «Альбион» принял участие в десантных операциях взаимодействуя с вспомогательным десантным кораблем-доком класса Bay RFA Mounts Bay.
В конце 2008 года «Альбион» провел свой первый капитальный ремонт, заключающийся в обновлении и модернизации различные электронных и оборонных систем. Во время этого периода командир корабля, капитан Уэйн Кебл, принял командование над родственным «Альбион» кораблем  HMS Bulwark (L15).
В апреле 2010 года, во время сбоев в авиасообщении после извержения вулкана Эйяфьядлайёкюдль в 2010 году, «Альбион» был отправлен в Сантандер, Испания, в рамках операции «Каннингем» по возвращения солдат из третьего батальона боевой группы «Стрелкового полка», личного состава Королевских ВВС и оказавшихся в затруднительном положении британских граждан. В мае 2010 года «Альбион» вместе с десантным вертолётоносцем HMS Ocean (L12) и другими судами Королевского флота, ВМС Франции и ВМС США присоединился к многонациональной оперативной группе AURIGA для проведения учений по высадке десанта на базе Корпуса морской пехоты США Кэмп-Лежен в Северной Каролине.
В марте 2011 года «Альбион» принял участие в учениях «Зелёный Аллигатор» (Green Alligator) совместно с подразделениями 3-й бригады специального назначения, подразделениями Единого вертолетного командования Великобритании, Королевским корпусом морской пехоты Нидерландов и 539-й штурмовой эскадрильей Королевской морской пехоты Великобритании. Он был основным кораблем этой развернутой оперативной десантной группы. В мае 2011 года оперативная группа приняла участие в учениях «Кипрский лев» (Cypriot Lion).
В июне 2011 года корабль было передислоцирован в составе оперативной группы реагирования флота в залив Сидра у берегов Ливии для принятия участия в продолжающейся там операции под руководством НАТО. Затем корабль продолжил путь в Индийский океан, пройдя через Суэцкий канал 15 июня, для оказания помощи в антипиратской операции у берегов Африканского Рога.
20 сентября 2011 года «Альбион» пришвартовался в порту Ливерпуля, чтобы отпраздновать 10-ю годовщину спуска на воду. Он был открыт для посещения публики в следующую субботу и воскресенье (24 и 25 сентября 2011 года).

### 2011-2017 годы
Чтобы сократить текущие расходы Королевского флота, в Стратегическом обзоре обороны и безопасности 2010 года был сделан вывод о том, что один из двух десантных кораблей доков класса «Альбион», HMS Albion (L14) и HMS Bulwark (L15) следует перевести в состояние повышенной готовности, а другой поддерживать в состоянии высокой готовности к десантным операциям. Оба корабля будут попеременно находиться в состоянии повышенной готовности и высокой готовности в течение всего срока службы.
В декабре 2014 года «Альбион» перевели в сухой док в Плимуте, чтобы провести осмотр и очистку корпуса перед началом основных работ по повторному вводу корабля строй. Капитальный ремонт и сопутствующие работы заняли около 2,5 лет, при этом первоначально планировалось, что «Альбион» примет на себя роль флагмана флота в апреле 2017 года. Эксплуатационные расходы одного из кораблей класса «Альбион» в состоянии высокой готовности составляли от 17,7 млн фунтов стерлингов до 38,6 млн фунтов стерлингов в год в период с 2007 по 2011 год.
Модернизация «Альбиона» в частности включала установку зенитного комплекса Phalanx CIWS вместо Goalkeeper CIWS, радара Type 997, а также новой командно-управляющей системы.

### 2017-2025 годы

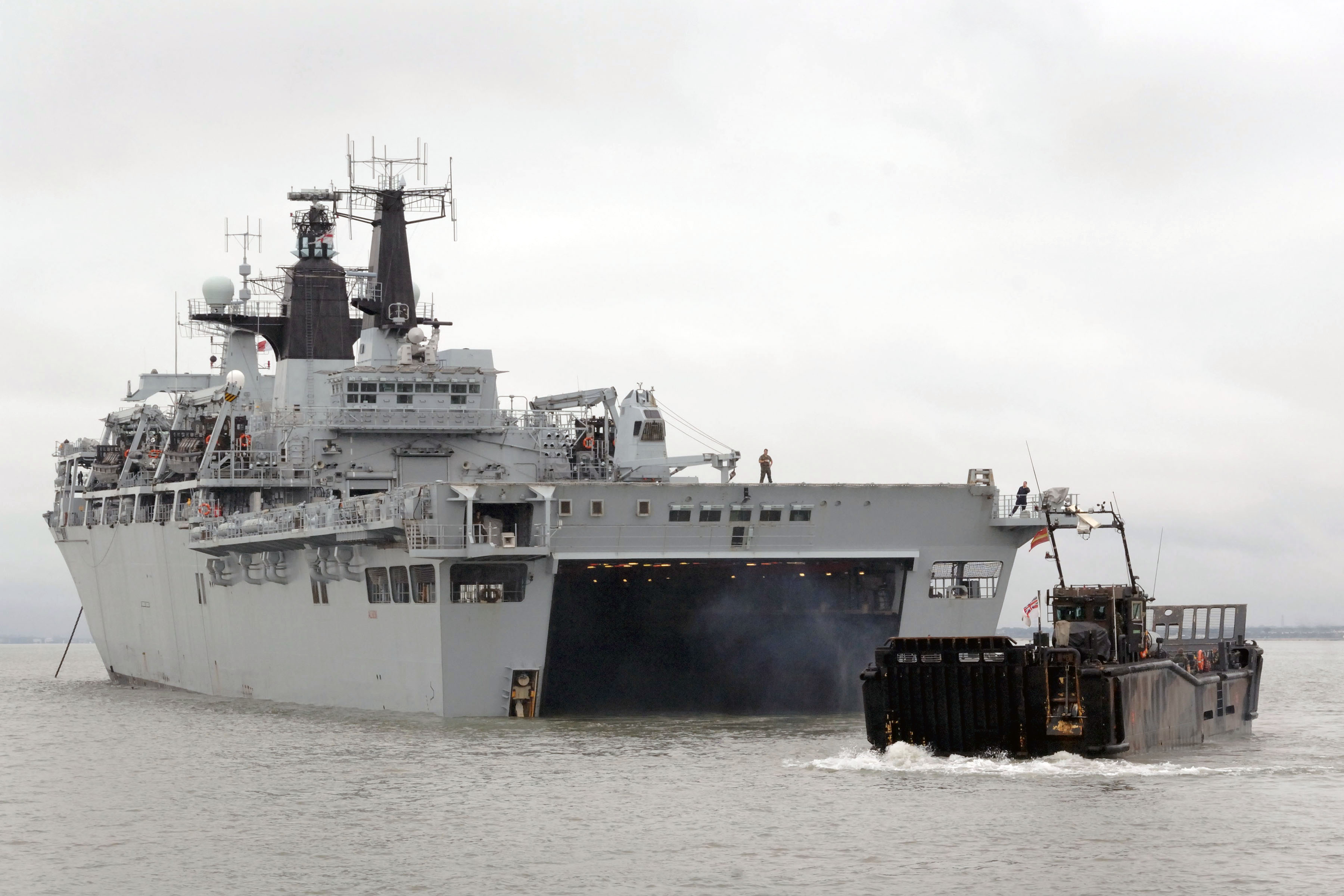
HMS Albion (L14) и десантный катер LCU MK10 во время учений Grey Heron в 2007 году

В конце января 2017 года экипаж корабля вернулся на борт «Альбиона» с целью вывести корабль в море впервые за шесть лет летом 2017 года после проведения капитального ремонта. 6 февраля 2018 года HMS Albion (L14) впервые после переоборудования вышел в море на боевое дежурство, чтобы сменить эскадренный миноносец типа 45 HMS Duncan (D37) в качестве флагмана 2-й постоянной военно-морской группы НАТО.
Согласно сообщению Министерства обороны Великобритании запланированная дата вывода HMS Albion (L14) из эксплуатации была назначена на 2033 год, а HMS Bulwark (L15) на 2034. Однако в октябре 2017 года в программе Newsnight на BBC было заявлено, что Министерство обороны рассматривает более раннюю возможность вывода из эксплуатации десантных кораблей доков Albion и Bulwark в рамках пакета мер по сокращению расходов, связанных на тратами Королевского флота на постройку двух новых авианосцев. Это решение было отменено тогдашним министром обороны Гэвином Уильямсоном в сентябре 2018 года. В апреле 2018 года «Альбион» был отправлен в Азиатско-Тихоокеанский регион для принятия участия в обеспечении соблюдения санкций против КНДР.
В сентябре 2020 года «Альбион» приступил к уникальному развертыванию под названием Littoral Response Group eXperimental (Экспериментальная прибрежная группа реагирования). В ходе этого развертывания корабль вошел в Средиземное море с находящимися на борту подразделениями Королевской морской пехоты и персоналом Королевского флота, которые тестировали и испытывали в оперативном режиме различные системы , такие как экспериментальные беспилотные летательные аппараты, безэкипажные катера (в частности Madfox) и автономные транспортные средства для доставки грузов и для разведывательных целей. Это развертывание стало первым, которое корабль осуществил, после когда вся команда корабля осталась на борту без отпуска из-за карантина вызванного пандемией Covid-19. 27 января 2021 года «Альбион» передал обязанности флагмана флота авианосцу HMS Queen Elizabeth (R08).
В июле 2023 года «Альбион» вернулся в Девонпорт из своего последнего развертывания перед переходом в состояние «пониженной готовности» (с частью команды на борту для обслуживания корабля). Ожидалось, что HMS Bulwark возьмет на себя бывшую роль «Альбиона» на оперативных развертываниях в 2024 году после завершения длительного ремонта, хотя позднее сообщалось, что он также будет оставлен в резерве. Ожидалось, что сам «Альбион» останется в состоянии «расширенной готовности» (без резервного экипажа) по крайней мере до 2029 года, а его возвращение в активные операции в этот момент будет зависеть от его дальнейшего переоборудования, что позволит ему продолжать службу до начала 2030-х годов.
Тем не менее в ноябре 2024 года правительство объявило, что HMS Albion (L14) будет выведен из эксплуатации к марту 2025 года.

## Конструкция

### Вооружение
- 2 × 20-мм зенитные установки Phalanx CIWS
- 2 × 20-мм пушки Oerlikon
- 6 × единых пулеметов калибра 7.62 мм
- 3 вертолёта «Си Кинг» Mk 4 или 2 вертолёта Boeing CH-47 Chinook или AgustaWestland AW101

### Радиоэлектронное оборудование
- боевая информационно-управляющая система (БИУС) ADAWS 2000
- CCC «CATKOM»
- РЛС Type 997
- ОНЦ 1008
- навигационная РЛС
- 8 пусковых установок ложных целей (ПУ ЛЦ) «Си Гнат»